# Egidijus Vaitkūnas
Egidijus Vaitkūnas (sinh 8 tháng 8 năm 1988) là một cầu thủ bóng đá Litva thi đấu cho FA Šiauliai và Đội tuyển bóng đá quốc gia Litva ở vị trí hậu vệ.

## Sự nghiệp

### Câu lạc bộ
Egidijus Vaitkūnas đã chơi cho đội trẻ của VMFD Žacheiris Vilnius cho đến năm 2005. Đối với câu lạc bộ thủ đô, anh ấy đã ra mắt chơi chuyên nghiệp vào năm 2006 trong A Lyga. Trong năm 2009 và 2010, anh đã chơi trong một thời gian ngắn cho các câu lạc bộ Litva Banga Gargždai và Tauras Tauragė. Năm 2010, anh trở lại câu lạc bộ tuổi trẻ của mình, và đã có thể giành được một số danh hiệu với Vilnius, bao gồm cả chức vô địch năm 2013. Vào tháng 1 năm 2014, anh cùng với người đồng đội của mình là Mantas Kuklys cho Bohemians 1905 Prague tham dự Gambrinus Liga.  của Séc.

### Đội tuyển quốc gia
Egidijus Vaitkūnas có trận ra mắt cho đội tuyển bóng đá quốc gia Litva vào tháng 5 năm 2012, trong trận đấu quốc tế với Nga khi anh vào sân thay cho Vytautas Andriuškevičius. Trước đây, anh đã 13 lần được sử dụng trong U-21. Vaitkūnas đã tham gia Baltic Cup 2012 và 2014.

## Thành tích
FK Žalgiris
- 2012., 2013., 2014., 2015., 2016. Vô địch Cúp Litva
- 2013, 2016, 2017. Vô địch Siêu cúp Litva
- 2013, 2015, 2016. Vô địch A Lyga